# Хорватиничи
Хорватиничи или Степанчичи (сербохорв. Hrvatinići) — феодальный, властельский род в средневековой Боснии.
Владели Нижними краями. Известны со второй половины XIII века. Последний представитель рода Хорватиничей — Матия Войсалич упоминается в 1476 году.

## История
Первоначально владения Хорватиничей находились в Нижний краях от реки Саны на западе до рек Врбаса и Врбани на востоке. С именем родоначальника рода — Степана (ум. 1301) связан период расширения родовых владений. Потомство Степана носило производную от его имени фамилию — Степанчичей. Его сын Гргур Степанич «за верную службу» получил пять сёл от боснийского бана Степана Котроманича. После смерти второго сына Степана — Хорватина владения унаследовал Вукослав, получивший от Степана Котроманича жупы Врбаню с городом Котором и Баницу с городом Ключем. Его сыновья Павел, Вукац и Влатко. Второй сын Хорватина — князь Павел Хорватинич в 1323 году упоминается как владетель Земляника. Вукац Хорватинич, который упоминается в 1357 году, был защитником боснийской земли во время нападения венгров в 1363 году, за что получил от боснийского бана жупу Пливу с городом Соколом. После его смерти владения перешли его сыновьям: Хрвое, Драгише, Вуку и Воиславу. Братья принимали участие в династических распрях Венгерского королевства, за что приобрели земли в жупе Сане. У Драгиши был сын Иваниш и внуки: Юрай, Павел и Марко. Последние получили от короля Степана Томаша город Ключ и некоторые другие земли. У Воислава был сын Юрай, который был известен как могущественный вельможа, князь и воевода. В грамоте от 1434 года Юрай упоминается как «милостью божией воевода Нижних краёв». Петр Войсалич в 1445 и 1446 годах упоминается как боснийский воевода. Петр выступил союзником дубровчан в войне против хумского феодала Степана Вукчича. При Хрвое владения рода охватывали территорию боснийских жуп: Земляника, Мрина, Пливы, Врбани, Глажа, Луки, Врбаса, Дубицы и Саны. Последний представитель рода Хорватиничей — Матия Войсалич упоминается в дубровницких документах 1476 года.